# Idolo de Tara

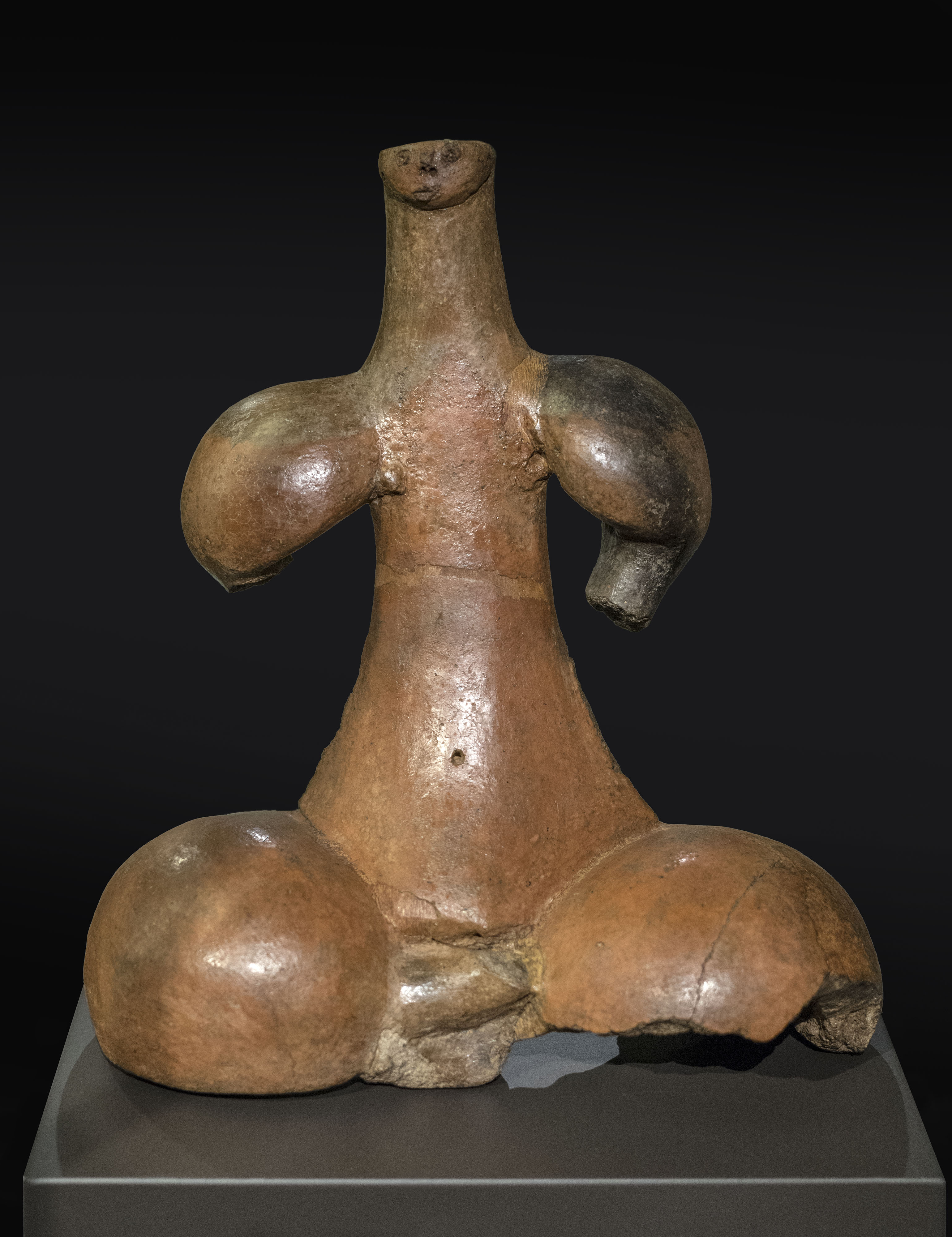
Ídolo de Tara oder Ídolo de Chil

Der Ídolo de Tara (deutsch „das Idol von Tara“) ist eine Figur aus rotem Ton. Da der Fundort Tara auf Gran Canaria nicht eindeutig gesichert ist, wird die Figur in der wissenschaftlichen Literatur auch  „Ídolo de Chil“ genannt. 
Die Figur ist 26 cm hoch, 20 cm breit und 10 cm tief. Sie hat gekreuzte Beine und gebogene Arme. Der Kopf ist klein im Verhältnis zum Körper. Die Gesichtszüge sind nur schematisch angedeutet. Ob es sich um eine weibliche oder männliche Figur handelt, ist umstritten. Sie wird auch als „figura hermafrodita“ gedeutet.
Die Figur wird im Museo Canario in Las Palmas de Gran Canaria ausgestellt.